# مادی‌های اصفهان
مادی‌ها (جمعِ واژه مادی) شبکه‌ای از جوی‌ها و کانال‌های آب در شهر تاریخی اصفهان هستند که از رودخانه زاینده‌رود منشعب می‌شوند و نقش حیاتی در توسعه و آبادانی این شهر داشته‌اند. این کانال‌های وسیع با شیب ملایمی طراحی شده‌اند تا آب زاینده‌رود را از مسیر اصلی رودخانه به بخش‌های دورتر شهر و زمین‌های کشاورزی منتقل کنند. وجود مادی‌ها از دیرباز باعث ایجاد فضای سبز پایدار در شهر اصفهان شده و باغ‌ها و درختان کهنسالی مانند چنارهای خیابان چهارباغ را سیراب کرده است. امروز نیز هرچند به علت خشکی زاینده‌رود بسیاری از مادی‌ها بی‌آب مانده‌اند، اما همین مسیرهای خشک همچنان به‌عنوان رگ‌های تنفسی شهر عمل می‌کنند و در خنک‌سازی هوا و ایجاد فضای دلپذیر برای شهروندان مؤثرند.

## پیشینه مادی‌ها
واژه‌ی مادی در گویش عامیانه اصفهان به معنی جوی بزرگ یا مجرای آب است؛ نهری کوچک‌تر از رودخانه و بزرگ‌تر از جوی معمولی که جهت مصارف کشاورزی یا تأمین آب شرب از رودخانه جدا می‌شود.بنابر برخی روایت‌های تاریخی، ریشه نامگذاری مادی‌ها به دوران سلسله‌ی ماد نسبت داده شده است و گفته می‌شود این شیوه آبیاری از دوره‌ی مادها در اصفهان رواج داشته است. با این حال، تعیین تاریخ دقیق پیدایش مادی‌ها دشوار است؛ آنچه مسلم است نقش حیاتی این قنات‌های روباز در شکل‌گیری و توسعه مناطق مسکونی و کشاورزی اصفهان از دیرباز بوده است.
شواهد متعدد گواه بر قدمت بسیار زیاد شبکه مادی‌ها در اصفهان است. پژوهش‌های تاریخی نشان می‌دهد احداث مادی‌ها به دوره‌های پیش از اسلام بازمی‌گردد. برای نمونه، ابن‌رسته جغرافی‌دان قرن سوم هجری به وجود مادی‌ها در اصفهان اشاره کرده و تقسیم آب زاینده‌رود را به دوران اردشیر بابکان (شاه ساسانی) نسبت داده است. هرچند ممکن است این روایت جنبه افسانه‌ای داشته باشد، اما تأییدی بر حضور مادی‌ها در دوران باستان است، چرا که منابع اوایل اسلام نیز از این نهرهای منشعب‌شده یاد کرده‌اند. افزون بر این، در متون دوره ساسانی به سازمان‌هایی نظیر «دیوان کاست‌افزود» اشاره شده که وظیفه نظارت بر کندن نهرها و رساندن آب رودخانه‌ها به کشتزارها را بر عهده داشته‌اند. این مدارک نشان می‌دهد مدیریت آب و ایجاد شبکه‌های آبیاری مانند مادی‌ها از ارکان تمدن کهن در حوضه اصفهان بوده است.
در دوره صفویه، با رشد جمعیت اصفهان و نیاز فزاینده به آب، سامان‌دهی رسمی شبکه مادی‌ها اهمیت بیشتری یافت. شاهان صفوی از دانش شیخ‌بهایی برای تنظیم تقسیم عادلانه آب بهره بردند و طومار مشهور شیخ‌بهایی در سال ۹۲۳ هجری قمری به دستور شاه طهماسب صفوی تدوین شد. این طومار که به‌عنوان یکی از کامل‌ترین اسناد تقسیم آب زاینده‌رود شناخته می‌شود، اساس تخصیص حق‌آبه‌ها را تعیین کرد. در مقدمه طومار تصریح شده که پیش از تنظیم آن نیز مادی‌ها و حق‌آبه‌های مربوط به آنها در اصفهان وجود داشته و حتی اختلاف‌هایی بر سر سهم آب رودخانه میان زارعین بوده است؛ به‌طوری‌که برای رفع این اختلافات، بزرگان شهر و کارشناسان گرد هم آمدند و نظام‌نامه‌ای مدون را پدید آوردند. بدین‌ترتیب، شبکه مادی‌ها در دوره صفوی به اوج توسعه و انسجام خود رسید و ستون فقرات نظام آبیاری شهر اصفهان و باغ‌های آن دوران را تشکیل داد.

### مسیرها و شاخه‌های اصلی مادی‌های اصفهان
شبکه مادی‌های اصفهان به‌صورت گسترده از رودخانه زاینده‌رود در نقاط مختلف شهر منشعب می‌شوند. بر اساس طومار شیخ‌بهایی، تعداد انشعابات اصلی شبکه مادی‌های اصفهان ۷۸ مادی بوده است. امروزه مجموع طول این نهرها در سطح شهر حدود ۳۲۰ کیلومتر برآورد شده است. مادی‌ها بسته به منطقه شهری نام‌های محلی مختلفی دارند و هر یک محلات و اراضی معینی را سیراب می‌کرده‌اند. به طور سنتی، بیشترین طول مادی‌ها در مناطق ۹ و منطقه ناژوان اصفهان قرار دارد که به ترتیب حدود ۷۶ کیلومتر و ۴۷ کیلومتر از شبکه را در بر می‌گیرند. در مقابل، برخی مناطق جدیدتر مانند نواحی ۶، ۱۲ و ۱۵ کمترین پوشش مادی را دارند.
از میان ده‌ها مادی بزرگ و کوچک اصفهان، چند شاخه اصلی از همه شناخته‌شده‌ترند. مادی نیاصرم که از کنار پل مارنان در غرب شهر از رودخانه جدا می‌شد، یکی از بزرگ‌ترین و طویل‌ترین مادی‌های اصفهان بوده و با گذر از محله لنبان به سمت شرق جریان می‌یافت. مادی فرشادی اندکی بالاتر از نیاصرم از زاینده‌رود منشعب می‌شد و پس از آبیاری محله‌هایی چون چهارسوق و شمس‌آباد، از حوالی محله خواجو می‌گذشت. حجم آب مادی فرشادی حدود یک‌چهارم آب مادی نیاصرم بوده است. جوی‌شاه (یا مادی شاه) شاخه‌ای ویژه بود که حدود نیمی از آب مادی فرشادی را به خود اختصاص می‌داد و این آب عمدتاً صرف آبیاری کاخ‌ها و عمارت‌های سلطنتی صفوی می‌شد. مادی فدن در بالادست همه شاخه‌های مذکور از رودخانه جدا می‌گردید و آب آن به مصارف خاص حکومتی و تأمین نیاز کاخ‌ها اختصاص داشت؛ مسیر این مادی تا دروازه‌دولت ادامه یافته و سپس به انشعابات کوچکتری تقسیم می‌شد. همچنین مادی تیران (طهران) از دیگر شاخه‌های مهم غرب اصفهان بود که به سوی محله‌های بیدآباد و چهارسوق شیرازی‌ها جریان داشت. افزون بر این‌ها، مادی‌های معروف دیگری مانند قمیش، شایج، نایج، عبدالله‌خان، فرشادی، حاجی، الیادران و لنبان نیز در بخش‌های گوناگون شهر وجود داشته‌اند. نام بسیاری از این مادی‌ها امروز در اسامی محلات و خیابان‌های اصفهان باقی مانده و نشانگر گستردگی تاریخی این شبکه آبی در سراسر شهر است.

## نقش مادی‌ها در توزیع آب شهری و کشاورزی
کارکرد اصلی مادی‌های اصفهان در گذشته، توزیع آب برای مصارف کشاورزی و باغداری بود. اقلیم اصفهان خشک و کم‌بارش است و رودخانه زاینده‌رود شریان حیات‌بخش دشت اصفهان به شمار می‌رود. به‌واسطه شبکه پیچیده مادی‌ها، آب زاینده‌رود به نقاط دوردست جلگه اصفهان رسانده می‌شد و بدین‌ترتیب اراضی وسیعی زیر کشت می‌رفت. این شبکه آبیاری سنتی نقشی اساسی در توسعه کشاورزی منطقه داشته و مهم‌تر از آن، توزیع عادلانه حق‌آبه بین کشاورزان را امکان‌پذیر می‌ساخت. طبق نظام طومار شیخ‌بهایی، سهم آب هر ناحیه و هر مادی در زمان‌های مختلف سال معین بود و کشاورزان بر پایه نوبت‌بندی زمانی و مکانی، به‌نوبت از آب بهره‌مند می‌شدند. چنین تدابیری باعث می‌شد کشاورزی پایدار بماند و از نزاع بر سر آب کاسته شود. چنان‌که حتی سیاحان اروپایی دوره صفوی نیز از «روش پیچیده و شگفت‌انگیز تقسیم آب» در اصفهان یاد کرده‌اند که بر پایه همین شبکه مادی‌ها بنیان نهاده شده بود.
علاوه بر کشاورزی، مادی‌ها در توزیع آب درون‌شهری نیز نقش مهمی ایفا می‌کردند. در دوران قدیم، ساکنان محله‌هایی که کنار مادی‌ها قرار داشتند از آب جاری در این جوی‌ها برای امور روزمره مانند شست‌وشو و نظافت استفاده می‌کردند. هرچند به دلیل عدم بهداشت کافی در آب روباز، این امر گاه مشکلاتی نظیر شیوع بیماری‌ها به همراه داشت و مثلاً گفته شده میزان مرگ‌ومیر کودکان در خانه‌های مجاور مادی‌ها بیشتر از سایر نقاط شهر بوده است. با این وجود، تا پیش از رواج چاه‌ها و شبکه‌های آب‌رسانی جدید، همین مادی‌ها منبع اصلی تأمین آب شرب و مصرفی بسیاری از خانوارهای اصفهانی بودند. حتی آب حوض‌ها و استخرهای متعدد کاخ‌ها و خانه‌های اعیان نیز از طریق همین نهرهای منشعب از زاینده‌رود تأمین می‌شد.
نقش دیگر مادی‌ها که کمتر به آن توجه شده، کنترل سیلاب‌ها و پخش آب مازاد در مواقع پرآبی بوده است. اقلیم اصفهان بارش‌های فصلی و سیلابی ناگهانی را تجربه می‌کند و وجود شبکه مادی‌ها باعث می‌شد آب باران و سیلاب به مسیرهای متعدد تقسیم شود و خطر طغیان رودخانه کاهش یابد. در واقع، مادی‌ها به مثابه کانال‌های انحرافی عمل کرده و شهر اصفهان را از گزند سیل مصون نگه می‌داشتند. این کارکرد زهکشی و تعدیل سیلاب، در کنار توزیع آب برای آبیاری، نشان‌دهنده طراحی هوشمندانه این شبکه در سیستم مدیریت آب شهری است.
در دوران معاصر و با توسعه شهرنشینی، کاربری مادی‌ها نیز دستخوش تغییراتی شد. از حدود نیم‌قرن پیش، با افزایش جمعیت شهر، تأمین آب شرب اصفهان بیشتر بر حفر چاه‌ها و سپس شبکه‌های لوله‌کشی متکی شد؛ لذا نقش مادی‌ها در آب‌رسانی مستقیم به منازل کاهش یافت. با این حال، تا همین اواخر بخش عمده‌ای از آب مورد نیاز برای فضای سبز شهری و آبیاری درختان و بوستان‌ها از طریق مادی‌ها تأمین می‌شد. در نخستین تصاویر هوایی از شهر اصفهان، تمامی مسیر مادی‌ها به شکل نوارهای سبزرنگ پوشیده از درخت نمایان است و این نشان می‌دهد اطراف این نهرها را کمربندهای سبز و پارک‌های خطی فرا گرفته بوده است. بدین‌ترتیب، جریان داشتن آب در مادی‌ها نقش مستقیمی در طراوت و شادابی بافت شهری و پارک‌های اصفهان داشته است.
امروزه با بحران کم‌آبی و خشک شدن مکرر زاینده‌رود، بسیاری از مادی‌ها یا کاملاً خشک شده‌اند یا تنها در دوره‌های کوتاهی آب در آنها جاری است. خشک‌سالی‌های دو دهه اخیر لطمه جدی به پایداری این شبکه وارد کرده است. با این حال، هر زمان که آب در زاینده‌رود جریان می‌یابد، تلاش می‌شود به‌صورت نوبتی آب در مادی‌ها رهاسازی شود تا این رگ‌های قدیمی شهر دوباره جان بگیرند. برای نمونه، پس از یک دوره طولانی خشکسالی، در پی جاری شدن زاینده‌رود آب به نوبت در چند مادی اصلی شهر شامل فرشادی (از سردهنه تا چهارباغ)، فدن (تا خیابان طالقانی)، تیران (تا محدوده شهرداری منطقه یک) و قمیش (تا محدوده منطقه ۹) جریان یافت و این نهرها بعد از حدود بیست سال دوباره زنده شدند. اگرچه امروزه دیگر نقش مادی‌ها در تأمین آب شرب شهر کمرنگ است، اما همچنان به عنوان کانال‌های آبیاری باغ‌ها و فضای سبز شهری اهمیت دارند و با هر بار جریان گرفتن زاینده‌رود، رگ‌های خشکیده شهر را سیراب می‌کنند.